# Heinrich Janisch
Heinrich Janisch (XIX wiek) – niemiecki lekarz pochodzący z Jawora. Wraz z dr Alfredem Sokołowskim, asystentem dra Brehmera, założyciela i pomysłodawcy leczenia w Görbersdorf (Sokołowsku), w 1875 roku zainteresowali się Międzygórzu na ziemi kłodzkiej. Doceniając jego walory postanowili założyć w nim konkurencyjny ośrodek leczenia chorób płuc o charakterze stacji klimatycznej. Heinrich Janisch należał do twórców luksusowego sanatorium (obecnie Gigant) uruchomionego w 1882 roku. Zapoczątkował tym samym okres intensywnego rozwoju Międzygórza.